# Бьёркбом, Ингер
Ингер Бьёркбом (швед. Inger Björkbom; род. 6 ноября 1961, Сверг, Емтланд) — шведская биатлонистка, участница Кубка мира и Олимпийских игр.

## Биография
Родилась в городе Свег 6 ноября 1961 года. Принимала участие в чемпионате мира 1986 года, где в эстафете вместе со сборной Швеции завоевала серебро, уступив сборной СССР. В этой же дисциплине выиграла серебро чемпионата мира 1987 и бронзу чемпионата мира 1988 года. В 1990 году в индивидуальной гонке чемпионата мира в Раубичах пришла к финишу четвёртой. В Кубке мира на этапе в Антерсельве в 1990 году завоевала бронзовую медаль в индивидуальной гонке, а в 1991 году — бронзу в эстафете.
Принимала участие в Олимпийских играх 1992 года в Альбервиле. В эстафете сборная Швеции заняла шестое место. В индивидуальной гонке Ингер финишировала 12-й, а в спринте — 26-й. Завершила карьеру после сезона 1992 года.